# Zambezi (region)
Zambezi (do 2013 jako Caprivi; ang. Zambezi Region) – jeden z 14 regionów administracyjnych Namibii, ze stolicą w Katima Mulilo, wąski pas lądu w północno-wschodniej części Namibii, między Angolą a Botswaną. Dzięki temu terytorium Namibia ma dostęp do rzeki Zambezi.

## Granice regionu
Granicą regionu na północny jest granica państwowa z Angolą i Zambią, na wschodzie i południu z Botswaną, a od zachodu z regionem Okawango Wschodnie.  

## Podział administracyjny
Zambezi dzieli się na sześć okręgów: Kongola, Linyanti, Sibinda, Katima Mulilo Urban, Katima Mulilo Rural i Kabe.

## Wiadomości ogólne
Zambezi zajmuje tzw. Pas Caprivi, który jest wąskim pasem ziemi w dalekim, północno-wschodnim zakątku Namibii, liczącym około 400 km długości.  W 1890 roku ówczesny kanclerz Niemiec, graf Leo von Caprivi podpisał traktat Helgoland-Zanzibar z Brytyjskim Zjednoczonym Królestwem w sprawie wymiany terytoriów. W zamian za Caprivi (dostęp do rzeki Zambezi) i Helgoland, wyspę położoną na Morzu Północnym, Brytyjczycy zyskali Zanzibar, wyspę położoną u wybrzeży Tanganiki. Wschodnią granicę regionu stanowi rzeka Zambezi, na której w niewielkiej odległości od granicy znajduje się słynny wodospad Wiktorii. W związku z takim położeniem region ten stanowi bazę wypadową dla turystów chcących odwiedzić okoliczne atrakcje np. bagna Okavango, wodospad Wiktorii, Rezerwat Chobe-Zambezi-Kwando. W tym celu zbudowano asfaltową szosę Trans-Caprivi, która przecina cały region równoleżnikowo. Poprzednia droga, gruntowa w czasie pory deszczowej była praktycznie nieprzejezdna.
Region ten jest najbardziej deszczowym obszarem w Namibii. Podczas pory deszczowej, która trwa tu od grudnia do marca spada średnio ponad 600 mm deszczu, w związku z tym teren staje się silnie podmokły i bagnisty, zwłaszcza w rejonie dolin rzecznych Okavango, Linyanti, Chobe oraz w regionie okresowego jeziora Liambezi. Występuje tu 450 gatunków zwierząt, 70% populacji ptaków Namibii. Obszar jest objęty ochroną przez 4 rezerwaty przyrody i 2 parki narodowe.
Stosunkowo wysokie, jak na Namibię, opady deszczu mają wpływ na rozwój rolnictwa na tym terenie. Lasy stanowią dobrą bazę surowcową dla przemysłu meblarskiego
Zambezi zamieszkuje ok. 80 tys. osób, należących do dwóch plemion: Lozi (13,7 tys.) i Owambo, głównej grupy etnicznej północno-wschodniej Namibii.
Od 1994 miejscowa ludność prowadzi walkę o niezależność.